# Tenisz az 1988. évi nyári olimpiai játékokon
Az 1988. évi nyári olimpiai játékokon a teniszben négy számban avattak olimpiai bajnokot. A tenisz 64 év után tért vissza ezen az olimpián a játékok programjába.

## Éremtáblázat
(Az egyes számoszlopok legmagasabb értékei vastagítással kiemelve.)
| Az 1988. évi nyári olimpiai játékok éremtáblázata teniszben | Az 1988. évi nyári olimpiai játékok éremtáblázata teniszben | Az 1988. évi nyári olimpiai játékok éremtáblázata teniszben | Az 1988. évi nyári olimpiai játékok éremtáblázata teniszben | Az 1988. évi nyári olimpiai játékok éremtáblázata teniszben | Olimpia  |
| ----------------------------------------------------------- | ----------------------------------------------------------- | ----------------------------------------------------------- | ----------------------------------------------------------- | ----------------------------------------------------------- | -------- |
|                                                             | Ország                                                      | Arany                                                       | Ezüst                                                       | Bronz                                                       | Összesen |
| 1.                                                          | Egyesült Államok (USA)                                      | 2                                                           | 1                                                           | 2                                                           | 5        |
| 2.                                                          | Csehszlovákia (TCH)                                         | 1                                                           | 1                                                           | 1                                                           | 3        |
| 3.                                                          | NSZK (FRG)                                                  | 1                                                           | 0                                                           | 1                                                           | 2        |
|                                                             |                                                             |                                                             |                                                             |                                                             |          |
| 4.                                                          | Argentína (ARG)                                             | 0                                                           | 1                                                           | 0                                                           | 1        |
| 4.                                                          | Spanyolország (ESP)                                         | 0                                                           | 1                                                           | 0                                                           | 1        |
|                                                             |                                                             |                                                             |                                                             |                                                             |          |
| 6.                                                          | Svédország (SWE)                                            | 0                                                           | 0                                                           | 2                                                           | 2        |
| 7.                                                          | Ausztrália (AUS)                                            | 0                                                           | 0                                                           | 1                                                           | 1        |
| 7.                                                          | Bulgária (BUL)                                              | 0                                                           | 0                                                           | 1                                                           | 1        |
|                                                             |                                                             |                                                             |                                                             |                                                             |          |
| Összesen                                                    | Összesen                                                    | 4                                                           | 4                                                           | 8                                                           | 16       |

## Érmesek
| Az 1988. évi nyári olimpiai játékok érmesei teniszben |                                                      |                                                     |                                                      |
| Versenyszám                                           | Arany                                                | Ezüst                                               | Bronz                                                |
| Férfi egyes                                           | Miloslav Mečíř · Csehszlovákia (TCH)                 | Tim Mayotte · Egyesült Államok (USA)                | Stefan Edberg · Svédország (SWE)                     |
| Férfi egyes                                           | Miloslav Mečíř · Csehszlovákia (TCH)                 | Tim Mayotte · Egyesült Államok (USA)                | Brad Gilbert · Egyesült Államok (USA)                |
| Férfi páros                                           | Egyesült Államok (USA) · Ken Flach · Robert Seguso   | Spanyolország (ESP) · Emilio Sánchez · Sergio Casal | Csehszlovákia (TCH) · Miloslav Mečíř · Milan Šrejber |
| Férfi páros                                           | Egyesült Államok (USA) · Ken Flach · Robert Seguso   | Spanyolország (ESP) · Emilio Sánchez · Sergio Casal | Svédország (SWE) · Stefan Edberg · Anders Järryd     |
| Női egyes                                             | Steffi Graf · NSZK (FRG)                             | Gabriela Sabatini · Argentína (ARG)                 | Zina Garrison · Egyesült Államok (USA)               |
| Női egyes                                             | Steffi Graf · NSZK (FRG)                             | Gabriela Sabatini · Argentína (ARG)                 | Manuela Maleeva · Bulgária (BUL)                     |
| Női páros                                             | Egyesült Államok (USA) · Pam Shriver · Zina Garrison | Csehszlovákia (TCH) · Jana Novotná · Helena Suková  | Ausztrália (AUS) · Elizabeth Smylie · Wendy Turnbull |
| Női páros                                             | Egyesült Államok (USA) · Pam Shriver · Zina Garrison | Csehszlovákia (TCH) · Jana Novotná · Helena Suková  | NSZK (FRG) · Steffi Graf · Claudia Kohde-Kilsch      |

## Magyar részvétel
- Férfi páros: Markovits László–Köves Gábor 9–15. helyezés